# Hide
Hide (łan) − jednostka miary powierzchni ziemi w społeczeństwie staroangielskim. Tworzyła go powierzchnia gruntu, jaką potrafiła obrobić jedna rodzina w ciągu roku. Chociaż łan był własnością jednej rodziny, to wszystkie łany należące do wsi obrabiali wszyscy mieszkańcy.
Łan jako jednostka został wykorzystany do stworzenia systemu administracyjnego. Wsie obejmujące powierzchnię 100 łanów stanowiły jeden okręg, nazywany seciną (hundred). Seciny grupowane były w hrabstwa (shire).
Liczba łanów wykorzystywana była do określenia wysokości podatków oraz do wyznaczenia powinności wojskowych (fyrd).